# Grote Kerk ('s-Hertogenbosch)
De Grote Kerk of Protestantse kerk is een kerkgebouw in 's-Hertogenbosch in de Nederlandse provincie Noord-Brabant. De kerk staat aan het Kerkplein, Kerkstraat en de Gasselstraat en is gelegen tussen de Markt en de Parade met Sint-Janskathedraal.

## Geschiedenis
Op 10 mei 1810 kregen de katholieken de Sint-Janskerk (die de Grote Kerk werd genoemd) toegewezen door keizer Napoleon. De hervormden kregen de Sint Geertruikerk bij de Orthenstraat (die in 1847 gesloopt zou worden) en de katholieken moesten 60.000 gulden betalen aan de hervormden. Dit bedrag gebruikten ze onder andere om een nieuwe kerk te bouwen op de plaats van de middeleeuwse Sint-Annakapel die werd afgebroken.
Tussen 1818 en 1821 werd er een nieuw kerkgebouw gebouwd naar het ontwerp van de Amsterdamse stadsarchitect Jan de Greef. Op 6 januari 1822 werd de nieuwe kerk ingewijd. Enkele opvallende elementen van het gebouw, zoals het kruisdak op de toren en het grote halfronde 'thermenvenster' in de voorgevel, zou De Greef korte tijd later opnieuw toepassen voor zijn ontwerp voor een Kathedraal van Amsterdam, nadat bij een in 1827 met de Heilige Stoel gesloten concordaat besloten was zowel 's-Hertogenbosch als Amsterdam tot bisschopszetel te verheffen.
Tussen 1900 en 1910 werden de ramen in de voorgevel vergroot.
Op 24 februari 1970 werd het kerkgebouw opgenomen in het rijksmonumentenregister.
Omstreeks 1970 werd het hek voor de tuin van de kerk weggehaald en bij de openbare ruimte getrokken. Eind jaren 1980 werd de trap aan de ingang gemoderniseerd en verbreed.

## Opbouw
Het niet-georiënteerde neoclassicistische bakstenen kerkgebouw heeft een kruisvorm als plattegrond, maar heeft door bijgebouwen een rechthoekig grondplan. De kerk wordt gedekt door een kruisdak met op de kruising een dakruiter.